# Linden (Szwajcaria)
Linden – gmina (niem. Einwohnergemeinde) w Szwajcarii, w kantonie Berno, w regionie administracyjnym Bern-Mittelland, w okręgu Bern-Mittelland.
Gmina powstała w 1945 roku w wyniku wchłonięcia przez gminę Linden gmin Ausserbirrmoos, Innerbirrmoos i Otterbach bei Oberdiessbach. Innerbirrmoos i Ausserbirrmoos zostały po raz pierwszy wspomniane w 1298 roku jako Birmos. Otterbach bei Oberdiessbach po raz pierwszy została wspomniana w 1236 roku jako Ottirbach.
Gmina Linden po raz pierwszy została wspomniana w dokumentach w 1354 roku.

## Demografia
W Linden 31 grudnia 2020 roku mieszkały 1 304 osoby. W 2020 roku 4,3% populacji gminy stanowiły osoby urodzone poza Szwajcarią.
W 2000 roku 96,6% populacji mówiło w języku niemieckim, a 1,9% w języku francuskim.

Zmiany w liczbie ludności są przedstawione na poniższym wykresie: